# Pârâul Sărat, Olt (Brașov)
Râul Pârâul Sărat este un afluent al râului Olt. 

## Hărți
- Harta Județului Brașov